# Vacansoleil-DCM Pro Cycling Team
Vacansoleil-DCM – holenderska profesjonalna grupa kolarska istniejąca w latach 2005–2013. Początkowo brała udział w wyścigach z kalendarza UCI Europe Tour. Jako zawodowa grupa kolarska zadebiutowała w 2009. Wskutek nieprzedłużenia umowy sponsorskiej przez firmę Vacansoleil grupa została rozwiązana po zakończeniu sezonu 2013.

## Nazwa grupy w poszczególnych latach
| lata      | nazwa                        |
| --------- | ---------------------------- |
| 2005      | Fondas Imabo-Doorisol        |
| 2006      | Fondas - P3Transfer Team     |
| 2007      | P3 Transfer - Fondas Team    |
| 2008      | P3 Transfer-Batavus          |
| 2009–2010 | Vacansoleil Pro Cycling Team |
| 2011–2013 | Vacansoleil-DCM              |

## Ostatni skład
Stan na styczeń 2013
| Skład drużyny 2013  | Skład drużyny 2013  | Skład drużyny 2013 | Skład drużyny 2013                  |
| Imię i nazwisko     | Data urodzenia      | Państwo            | Poprzednia grupa                    |
| ------------------- | ------------------- | ------------------ | ----------------------------------- |
| Kris Boeckmans      | 13 lutego 1987      | Belgia             | Topsport Vlaanderen-Mercator (2011) |
| Grega Bole          | 13 sierpnia 1985    | Słowenia           | Lampre-ISD (2012)                   |
| Thomas De Gendt     | 6 listopada 1986    | Belgia             | Topsport Vlaanderen-Mercator (2010) |
| Romain Feillu       | 16 kwietnia 1984    | Francja            | Agritubel (2009)                    |
| Juan Antonio Flecha | 17 września 1977    | Hiszpania          | Team Sky (2012)                     |
| Johnny Hoogerland   | 13 maja 1983        | Holandia           | Jartazi-7Mobile (2006)              |
| Martijn Keizer      | 25 marca 1988       | Holandia           | Rabobank Continental (2010)         |
| Wesley Kreder       | 4 listopada 1990    | Holandia           | Rabobank Continental (2012)         |
| Siergiej Łagutin    | 14 stycznia 1981    | Uzbekistan         | Cycle Collstrop (2008)              |
| Maurits Lammertink  | 31 sierpnia 1990    | Holandia           | Jo Piels (2012)                     |
| Björn Leukemans     | 1 lipca 1977        | Belgia             | Predictor-Lotto (2007)              |
| Pim Ligthart        | 16 czerwca 1988     | Holandia           | AVC Aix-en-Provence (2010)          |
| Bert-Jan Lindeman   | 16 czerwca 1989     | Holandia           | Jo Piels (2011)                     |
| Marco Marcato       | 11 lutego 1984      | Włochy             | Cycle Collstrop (2008)              |
| Tomasz Marczyński   | 6 marca 1984        | Polska             | CCC Polsat Polkowice (2011)         |
| Barry Markus        | 17 lipca 1991       | Holandia           | Rabobank Continental (2011)         |
| Wouter Mol          | 17 kwietnia 1982    | Holandia           |                                     |
| Nikita Nowikow      | 10 listopada 1989   | Rosja              | Itera-Katusha (2011)                |
| Wout Poels          | 1 października 1987 | Holandia           |                                     |
| Rob Ruijgh          | 12 listopada 1986   | Holandia           | Sparkasse (2008)                    |
| José Rujano         | 18 lutego 1982      | Wenezuela          | Androni Giocattoli-Venezuela (2012) |
| Mirko Selvaggi      | 11 lutego 1985      | Włochy             | Astana (2010)                       |
| Rafael Valls        | 25 czerwca 1987     | Hiszpania          | Geox-TMC (2011)                     |
| Kenny van Hummel    | 30 września 1982    | Holandia           | Skil-Shimano (2011)                 |
| Boy van Poppel      | 18 stycznia 1988    | Holandia           | UnitedHealthcare (2012)             |
| Danny van Poppel    | 26 lipca 1993       | Holandia           | Rabobank Continental (2012)         |
| Frederik Veuchelen  | 4 września 1978     | Belgia             | Topsport Vlaanderen (2008)          |
| Willem Wauters      | 10 listopada 1989   | Belgia             |                                     |
| Lieuwe Westra       | 11 września 1982    | Holandia           | KrolStonE Continental Team (2008)   |
|                     |                     |                    |                                     |
| Źródło: UCI         |                     |                    |                                     |

## Ważniejsze sukcesy

### 2008
- Mistrz Szwecji w wyścigu ze startu wspólnego: Jonas Ljungblad

### 2009
- Mistrz Uzbekistanu w wyścigu ze startu wspólnego: Sergey Lagutin
- 1. miejsce, 1. etap Tour de Pologne: Borut Božič
- 1. miejsce, 6. etap Vuelta a España: Borut Božič

### 2010
- Mistrz Uzbekistanu w wyścigu ze startu wspólnego: Sergey Lagutin
- 1. miejsce, klasyfikacja górska Tour de Pologne: Johnny Hoogerland

### 2011
- Mistrz Holandii w wyścigu ze startu wspólnego: Pim Ligthart
- Mistrz Uzbekistanu w wyścigu ze startu wspólnego: Sergey Lagutin
- 1. miejsce, 1. etap Paris-Nice: Thomas De Gendt
- 1. miejsce, 5. etap Tour de Suisse: Borut Božič
- 1. miejsce, 7. etap Tour de Suisse: Thomas De Gendt
- 1. miejsce, klasyfikacja górska Tour de Pologne: Michał Gołaś

### 2012
- Mistrz Uzbekistanu w wyścigu ze startu wspólnego: Sergey Lagutin
- Mistrz Szwecji w jeździe indywidualnej na czas: Gustav Larsson
- Mistrz Holandii w jeździe indywidualnej na czas: Lieuwe Westra
- 2. miejsce w Paryż-Nicea: Lieuwe Westra
- 1. miejsce na 5. etapie Paryż-Nicea: Lieuwe Westra
- 3. miejsce, klasyfikacja generalna Giro d'Italia: Thomas De Gendt
- 1. miejsce, 20. etap Giro d'Italia: Thomas De Gendt